# Ctenus convexus
Ctenus convexus är en spindelart som beskrevs av F. O. Pickard-Cambridge 1900. Ctenus convexus ingår i släktet Ctenus och familjen Ctenidae. Inga underarter finns listade i Catalogue of Life.